# Melon Juice
„Melon Juice” (jap. メロンジュース Meron Jūsu) – drugi singel japońskiego zespołu HKT48, wydany w Japonii 4 września 2013 roku przez Universal Sigma.
Singel został wydany w czterech edycjach: trzech regularnych (Type A, Type B, Type C) oraz „teatralnej” (CD). Osiągnął 1 pozycję w rankingu Oricon i pozostał na liście przez 22 tygodnie, sprzedał się w nakładzie 306 014 egzemplarzy.

## Lista utworów
Wszystkie utwory zostały napisane przez Yasushiego Akimoto.

### Type A
| CD | CD                                                                       | CD              | CD                   | CD      |
| Nr | Tytuł utworu                                                             | Kompozycja      | Aranżacja            | Długość |
| -- | ------------------------------------------------------------------------ | --------------- | -------------------- | ------- |
| 1. | „Melon Juice” (jap. メロンジュース)                                      | Yoshimasa Inoue | Yoshimasa Inoue      | 3:23    |
| 2. | „Soko de nani o kangaeru ka?” (jap. そこで何を考えるか？)                | Yasuo Sakai     | Teppei Shimizu       | 4:14    |
| 3. | „Kibō no kairyū” (jap. 希望の海流) (wyk. Amakuchi-hime)                  | Yū Yamagami     | Yūichi "Masa" Nonaka | 4:12    |
| 4. | „Melon Juice” (jap. メロンジュース) (Instrumental)                       | Yoshimasa Inoue | Yoshimasa Inoue      | 3:23    |
| 5. | „Soko de nani o kangaeru ka?” (jap. そこで何を考えるか？) (Instrumental) | Yasuo Sakai     | Teppei Shimizu       | 4:14    |
| 6. | „Kibō no kairyū” (jap. 希望の海流) (Instrumental)                        | Yū Yamagami     | Yūichi "Masa" Nonaka | 4:12    |

| DVD | DVD                                                                                  | DVD     |
| Nr  | Tytuł utworu                                                                         | Długość |
| --- | ------------------------------------------------------------------------------------ | ------- |
| 1.  | „Melon Juice” (jap. メロンジュース) (Music Video)                                    |         |
| 2.  | „Kibō no kairyū” (jap. 希望の海流) (Music Video)                                     |         |
| 3.  | „Tokuten eizō „Natsuyasumi jiyukenkyū happyō”” (jap. 特典映像「夏休み自由研究発表」) |         |

### Type B
| CD | CD                                                                       | CD               | CD              | CD      |
| Nr | Tytuł utworu                                                             | Kompozycja       | Aranżacja       | Długość |
| -- | ------------------------------------------------------------------------ | ---------------- | --------------- | ------- |
| 1. | „Melon Juice” (jap. メロンジュース)                                      | Yoshimasa Inoue  | Yoshimasa Inoue | 3:23    |
| 2. | „Soko de nani o kangaeru ka?” (jap. そこで何を考えるか？)                | Yasuo Sakai      | Teppei Shimizu  | 4:14    |
| 3. | „Doro no Metronome” (jap. 泥のメトロノーム) (Umakuchi-hime)              | Hitomi Tachibana | Hiroshi Sasaki  | 4:31    |
| 4. | „Melon Juice” (jap. メロンジュース) (Instrumental)                       | Yoshimasa Inoue  | Yoshimasa Inoue | 3:23    |
| 5. | „Soko de nani o kangaeru ka?” (jap. そこで何を考えるか？) (Instrumental) | Yasuo Sakai      | Teppei Shimizu  | 4:14    |
| 6. | „Doro no Metronome” (jap. 泥のメトロノーム) (Instrumental)               | Hitomi Tachibana | Hiroshi Sasaki  | 4:31    |

| DVD | DVD                                                                                  | DVD     |
| Nr  | Tytuł utworu                                                                         | Długość |
| --- | ------------------------------------------------------------------------------------ | ------- |
| 1.  | „Melon Juice” (jap. メロンジュース) (Music Video)                                    |         |
| 2.  | „Doro no Metronome” (jap. 泥のメトロノーム) (Music Video)                            |         |
| 3.  | „Tokuten eizō „Natsuyasumi jiyukenkyū happyō”” (jap. 特典映像「夏休み自由研究発表」) |         |

### Type C
| CD | CD                                                                       | CD              | CD              | CD      |
| Nr | Tytuł utworu                                                             | Kompozycja      | Aranżacja       | Długość |
| -- | ------------------------------------------------------------------------ | --------------- | --------------- | ------- |
| 1. | „Melon Juice” (jap. メロンジュース)                                      | Yoshimasa Inoue | Yoshimasa Inoue | 3:23    |
| 2. | „Soko de nani o kangaeru ka?” (jap. そこで何を考えるか？)                | Yasuo Sakai     | Teppei Shimizu  | 4:14    |
| 3. | „Namioto no Orgel” (jap. 波音のオルゴール)                               | Takanori Fukuta | SHIKI           | 4:29    |
| 4. | „Melon Juice” (jap. メロンジュース) (Instrumental)                       | Yoshimasa Inoue | Yoshimasa Inoue | 3:23    |
| 5. | „Soko de nani o kangaeru ka?” (jap. そこで何を考えるか？) (Instrumental) | Yasuo Sakai     | Teppei Shimizu  | 4:14    |
| 6. | „Namioto no Orgel” (jap. 波音のオルゴール) (Instrumental)                | Takanori Fukuta | SHIKI           | 4:29    |

| DVD | DVD                                                                                  | DVD     |
| Nr  | Tytuł utworu                                                                         | Długość |
| --- | ------------------------------------------------------------------------------------ | ------- |
| 1.  | „Melon Juice” (jap. メロンジュース) (Music Video)                                    |         |
| 2.  | „Namioto no Orgel” (jap. 波音のオルゴール) (Music Video)                             |         |
| 3.  | „Tokuten eizō „Natsuyasumi jiyukenkyū happyō”” (jap. 特典映像「夏休み自由研究発表」) |         |

### Wer. teatralna
| CD | CD                                                                       | CD              | CD              | CD      |
| Nr | Tytuł utworu                                                             | Kompozycja      | Aranżacja       | Długość |
| -- | ------------------------------------------------------------------------ | --------------- | --------------- | ------- |
| 1. | „Melon Juice” (jap. メロンジュース)                                      | Yoshimasa Inoue | Yoshimasa Inoue | 3:23    |
| 2. | „Soko de nani o kangaeru ka?” (jap. そこで何を考えるか？)                | Yasuo Sakai     | Teppei Shimizu  | 4:14    |
| 3. | „Tenmon-bu no jijō” (jap. 天文部の事情)                                  | Fumio           | Makoto Wakatabe | 3:42    |
| 4. | „Melon Juice” (jap. メロンジュース) (Instrumental)                       | Yoshimasa Inoue | Yoshimasa Inoue | 3:23    |
| 5. | „Soko de nani o kangaeru ka?” (jap. そこで何を考えるか？) (Instrumental) | Yasuo Sakai     | Teppei Shimizu  | 4:14    |
| 6. | „Tenmon-bu no jijō” (jap. 天文部の事情) (Instrumental)                   | Fumio           | Makoto Wakatabe | 3:42    |

## Skład zespołu
| „Melon Juice” |
| --- |
| - HKT48 Team H: Chihiro Anai, Aika Ōta, Rino Sashihara, Natsumi Matsuoka, Sakura Miyawaki, Anna Murashige, Aoi Motomura, Madoka Moriyasu - HKT48 Team H / AKB48 Team A: Haruka Kodama - HKT48 Kenkyūsei: Yuka Akiyoshi, Kanna Okada, Naoko Okamoto, Meru Tashima (środek), Marika Tani, Mio Tomonaga (środek), Mai Fuchigami |

| „Soko de nani o kangaeru ka?” |
| --- |
| - Team HKT48 H: Chihiro Anai, Nao Ueki, Serina Kumazawa, Yuki Shimono, Natsumi Tanaka, Chiyori Nakanishi, Natsumi Matsuoka, Sakura Miyawaki, Anna Murashige, Aoi Motomura, Madoka Moriyasu, Haruka Wakatabe - HKT48 Team H / AKB48 Team A: Haruka Kodama (środek) - HKT48 Kenkyūsei: Kyōka Abe, Mina Imada, Maiko Fukagawa |

| „Kibō no kairyū” |
| --- |
| - Team H: Nao Ueki, Aika Ōta, Yuki Shimono, Sakura Miyawaki (środek), Anna Murashige, Aoi Motomura, Haruka Wakatabe - Kenkyūsei: Izumi Umemoto, Meru Tashima, Yūka Tanaka, Mio Tomonaga, Marina Yamada |

| „Doro no Metronome” |
| --- |
| - HKT48 Team H: Anai Chihiro, Serina Kumazawa, Rino Sashihara, Natsumi Tanaka, Chiyori Nakanishi, Natsumi Matsuoka, Madoka Moriyasu - HKT48 Team H / AKB48 Team A: Haruka Kodama (środek) HKT48 Kenkyūsei: Mina Imada, Izumi Gotō, Hiroka Komada, Riko Sakaguchi |

| „Namioto no Orgel” |
| --- |
| - HKT48 Team H: Rino Sashihara (środek), Sakura Miyawaki - HKT48 Team H / AKB48 Team A: Haruka Kodama - HKT48 Kenkyūsei: Meru Tashima, Mio Tomonaga |

| „Tenmon-bu no jijō” |
| --- |
| - Kenkyūsei: Kyōka Abe, Raira Itō, Yuriya Inoue, Shino Iwahana, Mashiro Ui, Haruka Ueno, Manami Kusaba, Yui Kojina, Asuka Tomiyoshi, Maiko Fukagawa |

## Notowania
| Lista                             | Pozycja |
| --------------------------------- | ------- |
| Oricon Weekly Singles Chart       | 1       |
| Oricon Yearly Singles Chart       | 23      |
| Billboard Japan Hot 100           | 2       |
| Billboard Japan Hot Singles Sales | 1       |